# MecklenburgBahn
Die MecklenburgBahn GmbH (MEBA) war ein deutsches Eisenbahnverkehrsunternehmen.

## Geschichte
Sie wurde am 11. Juli 2000 als hundertprozentige Tochter des kommunalen Verkehrsunternehmens Nahverkehr Schwerin GmbH (NVS) gegründet. Ab 10. Juni 2001 betrieb die MEBA den Personenverkehr auf der 80 km langen Eisenbahnstrecke Rehna – Gadebusch – Schwerin – Crivitz – Parchim.
Im Mai 2005 fusionierte die MEBA mit der Ostmecklenburgischen Eisenbahn mbH (OME) zur Ostseeland Verkehr GmbH (OLA), die die genannte Strecke bis Dezember 2013 betrieb. Am neuen Unternehmen mit Sitz in Schwerin hielten die Veolia Verkehr GmbH (ehemals Connex) 70 % und die Nahverkehr Schwerin GmbH 30 % der Anteile.

## Linien und Fahrzeugmaterial

### Ehemalige Linien
| Zuggattung | Linienverlauf                                    | Fahrzeuge              | Taktangebot                                         |
| ---------- | ------------------------------------------------ | ---------------------- | --------------------------------------------------- |
| MEBA       | Rehna – Gadebusch – Schwerin – Crivitz – Parchim | Alstom Coradia LINT 41 | 60 min (HVZ) 120 min (Rehna – Gadebusch in der NVZ) |

### Ehemalige Fahrzeuge

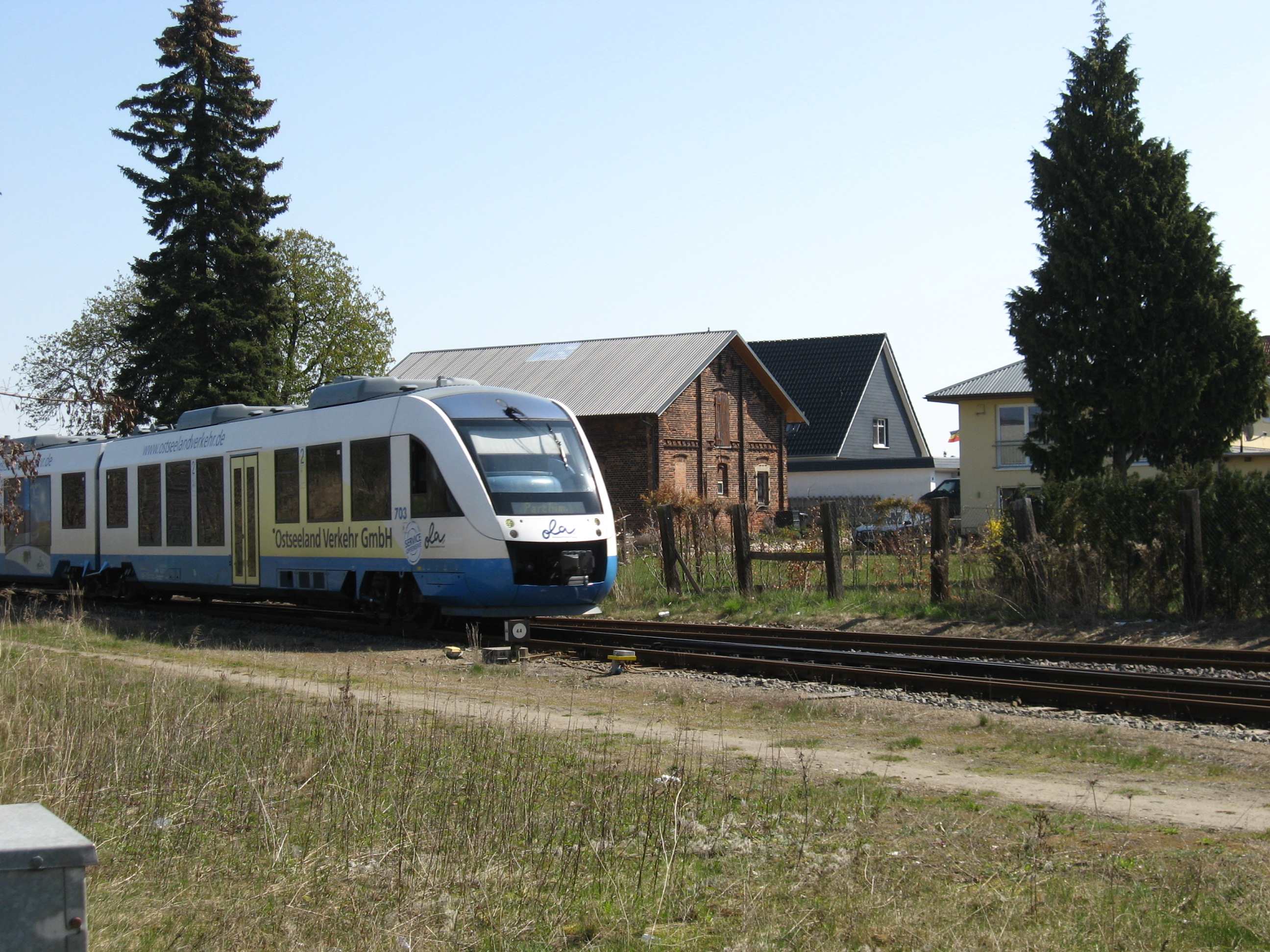
Ein Triebwagen vom Typ LINT 41, wie er von der MecklenburgBahn eingesetzt wurde

Als Fahrzeuge kamen auf dem Netz der MEBA ausschließlich Fahrzeuge vom Typ Coradia LINT 41 aus dem Hause Alstom zum Einsatz.